# Horia Agarici
Horia Agarici (n. 6 aprilie 1911, Lausanne, cantonul Vaud, Elveția – d. 13 iulie 1982, Constanța, România) a fost un maior aviator al Forțelor Aeriene Române, unul din aviatorii de elită al celui de-al Doilea Război Mondial al Armatei Române, poet și autor român. Pentru faptele sale extraordinare de vitejie din timpul celui de-al doilea război mondial a fost supranumit și Salvatorul Constanței sau vânătorul de bolșevici.

## Biografie timpurie
Născut la 6 aprilie 1911 la Lausanne în Elveția, Horia Agarici și-a petrecut copilăria la Iași. După începerea cursurilor liceale în acest oraș, familia s-a mutat la Brașov, unde Horia a terminat studiile liceale la Liceul Doctor Ioan Meșotă. După un an de studii la Politehnica din Timișoara, a decis să devină ofițer de aviație, urmând cursurile Școlii militare de ofițeri de aviație de la Cotroceni, pe care le-a absolvit în 1933. După obținerea brevetului de pilot de război, la 16 aprilie 1934, proaspătul aviator militar va activa în cadrul mai multor escadrile, zburând pe diferite tipuri de avioane. A fost înaintat la gradul de locotenent aviator pe 6 iunie 1937. A participat, cu gradul de locotenent aviator, la manevrele regale din anul 1938.

## Cel de-al Doilea Război Mondial
La 22 iunie 1941, la ordinul lui Ion Antonescu, trupele române au trecut Prutul. Începea o lungă campanie, al cărei obiectiv era eliberarea unor teritorii aparținând României, ocupate de Uniunea Sovietică.
Primii care au intrat în luptă au fost, în ambele tabere, aviatorii. Formațiunile de bombardament au survolat linia frontului, în căutarea unor ținte care să afecteze decisiv puterea de luptă și economică a inamicului.
Astfel, în primele ore de dimineață, o formație de șase bombardiere sovietice s-au apropiat, peste Marea Neagră, de instalațiile portuare ale Constanței. Escadrila 53, afectată apărării litoralului, era plecată în misiune. Numai locotenentul Horia Agarici, cu rezervoarele de carburant perforate, a rămas pe aerodromul Mamaia. Totuși, conjunctura a făcut din Agarici un adevărat simbol al aviației de vânătoare.

### Doborârea a trei bombardiere
În 1941, el primește comanda escadrilei 53, dislocată pe aerodromul Mamaia, afectată apărării litoralului. Unitatea era dotată cu avioane Hurricane. În dimineața de 23 iunie 1941, piloții escadrilei au primit ordinul de a însoți o formațiune de bombardiere. Horia Agarici a decolat în fruntea escadrilei, dar, din cauza unor scurgeri de combustibil, a fost nevoit să revină la bază și, imediat, tehnicienii au încercat să remedieze defecțiunea.
La ora 12:00 s-a dat alarma: au fost semnalate bombardiere sovietice, care, după toate aparențele, se îndreptau spre Constanța, cu misiunea probabilă de a ataca portul. În ciuda tuturor regulamentelor, Agarici decolează fără ordin, fără coechipier, cu un singur rezervor plin, pornind “la vânătoare”. Norocul și simțul său de orientare îl ajută și, în curând, apare în fața sa, zburând la altitudinea de 600 de metri, un grup de cinci avioane de bombardament, neînsoțite (lipsă de orientare strategică? Dispreț pentru capacitatea de reacție a românilor?) de vânătoare. Profitând de poziția favorabilă (deasupra și în spatele țintei), Agarici atacă. Întâi trage în bombardierul din capul formației. Îl lovește decisiv. Avionul sovietic cade în mare și explodează odată cu bombele pe care le transporta. Printr-o ranversare și un semitonou, Agarici revine la atac, trăgând în avionul din dreapta, care cade. Apoi atacă și al treilea inamic, care se îndreaptă spre sol, deși nu are incendiu la bord. Probabil că echipajul a ales prizonieratul… În acel moment, al doilea avion lovit de Agarici este luat în primire și de artileria antiaeriană română.
Celelalte două avioane sovietice au dispărut în acest timp, abandonând misiunea, iar Agarici a revenit pe Mamaia, în limită de benzină.
Rezultatul primei lupte aeriene din acest război a fost: trei bombardiere sovietice doborâte, dintre care două atribuite locotenentului Horia Agarici și al treilea, în comun, aviatorului și A.C.A.

### Distincții
La revenirea la sol, Agarici a fost felicitat de comandantul flotilei, ca și de camarazii săi. Unii dintre ei, ca de pildă veteranul de război Traian Moraru, membru al A.S.A.B., își amintesc și povestesc cu emoție acest episod remarcabil de la începutul războiului.
Remarcabila victorie a fost citată prin ordin de zi pe armată, fiind apoi preluată și amplificată de ziare și de Radio România. Celebritatea lui Agarici a fost asigurată și prin versurile lui Păstorel Teodoreanu, puse pe note de Gherase Dendrino pentru un șlagăr la modă în vara lui 1941.
Veteranii din al doilea Război Mondial (chiar și din trupele terestre) își amintesc cum îl fredonau atunci când avioanele cu cocardă tricoloră survolau linia frontului.
Din păcate, probabil ca urmare a invidiei unor superiori, la 3 august 1941 Horia Agarici a fost mutat de la Escadrila 53 la I.A.R. Brașov, ca pilot essayeur, deși între timp fusese decorat cu: Medalia „Virtutea Aeronautică” clasa a treia, Ordinul „Coroana României” cu spade și panglica Medaliei Virtutea Militară clasa a cincea și cu Crucea de Fier germană. A fost înaintat la gradul de căpitan aviator pe 24 ianuarie 1942. Mai târziu a revenit în luptă, reușind ca, până la sfârșitul războiului să mai doboare încă trei avioane inamice, cu toate că firea lui poetică și nostalgică îl arăta superiorilor ca pe un tip incapabil să lupte.

### Închis la Aiud
După război, căpitanul aviator Horia Agarici este trecut în rezervă, pentru a presta diferite activități fără nici o legătură cu meseria și pasiunea lui, zborul. Ca o consecință a servitudinii față de Moscova a regimului comunist din România, în anul 1955 el este degradat, ca și alți aviatori care se distinseseră pe frontul de est. A fost întemnițat la Aiud ca deținut politic, fiind condamnat la 25 de ani de muncă silnică și eliberat prin grațierea generală din 1964. A fost reabilitat și i-a fost redat gradul de căpitan în 1965.
A murit în 1982 la Constanța fiind înmormântat cu onoruri militare.

## Poetul Agarici
Horia Agarici este amintit și de istoria literaturii române. A publicat mai multe cărți, printre care volumul de versuri Acorduri și nuanțe, cel de nuvele Șoimanu Furtună, precum și tratatele de specialitate Aviația de vânătoare și Lupta în cer. 
Poate că versurile lui nu îl ridică la valoarea unui mare poet, dar pasiunea care le-a inspirat este remarcabilă, pentru că este aceeași care l-a călăuzit în luptă: 

## Legături externe
- Florian Bichir - Horia Agarici, vânătorul de bolșevici. Viața unui aviator în Arhivele Securității, Editura Militară, 2020
- Mihai Athanasie Petrescu la Agonia.ro — Căpitan aviator Horia Agarici, salvatorul Constanței
- — Români de legendă: Poetul războinic al României, salvatorul Constanței, 29 septembrie 2011, Laurențiu Dologa, Ziare.com
- Adevărul — Articol despre Horia Agarici
- Historia — Portert de aviator, Horia Agarici, vânător de bolșevici

## Vezi și
- Viorica Agarici, mătușa aviatorului
- Forțele Aeriene Române
- Lista așilor aviației române din cel de al Doilea Război Mondial
- Lista așilor din cel de-al Doilea Război Mondial